# Esteban Núñez Churruchano
Esteban Núñez Churruchano (p. m. siglo XIII – s. m. siglo XIII), merino mayor de Galicia y de la tierra de León y Asturias.
Era hijo de Ñuño Fernández y su esposa Urraca. Logró la confianza de la monarquía gracias a sus contactos con Lope Díaz de Haro, señor de Vizcaya, y en enero de 1285 Sancho IV lo designó merino mayor de la tierra de León ejerciendo también jurisdicción, hasta principios de 1286, en la tierra de Asturias.
Tuvo una refriega con uno de los enemigos de Lope Díaz, el noble asturiano Ferrán Pérez Ponce, quien liberó a ciertos presos que Churruchano había tomado en cumplimiento de su deber. Cuando el merino protestó al rey por esta afrenta, un caballero vasallo de Ferrán lo increpó y se armó una discusión en la que finalmente intervino el monarca Sancho IV, dando fe a la versión de Esteban.
En marzo de 1287, tras abandonar su anterior cargo, se convirtió en merino mayor de Galicia, tierra originaria de su linaje. Coincidiendo con el asesinato de Lope Díaz de Haro en junio de 1288, Esteban deja de aparecer como merino de aquel reino y los documentos reales no hacen más mención de su nombre. Su última referencia documental data de febrero de 1291, cuando es testigo en la garantía de Nuño Díaz de Castañeda a Jaime II de Aragón sobre el cumplimiento de los pactos acordados entre dicho rey y Sancho IV.
Casó con Teresa García de Campos, de quien tuvo a Juan Núñez, noble de tiempos de Fernando IV.